# Jakob ben Salomo Chabib
Jakob ben Salomo Chabib (* ca. 1445 in Zamora; † ca. 1515 in Saloniki) war ein spanisch-jüdischer Gelehrter und Rabbiner.

## Leben
Er lebte in einer Zeit der Spannungen auf der Iberischen Halbinsel. Nach dem Beginn der Inquisition wurde es ihm immer schwerer, der Verfolgung zu entgehen, und daher floh er mit seinem Sohn Levi (* 1484) um 1492 nach Portugal. Einen kurzen Schutz bot ihm dort eine christliche (Zwangs-)Taufe. Doch 1501 musste er erneut fliehen und entkam nach Saloniki. Dort wurde er Rabbiner. 
Sein bekanntestes Werk ist en jaakow („Brunnen Jakobs“), ein klassisches Kompendium der Agada des babylonischen Talmuds. 
Das Werk wurde vom Autor selbst in Saloniki verlegt und mehr als hundertmal nachgedruckt. Eine jiddische Übersetzung von Josef Meier Jawitz erschien 1885–87 in Warschau, eine englische 1919–21 durch S. H. Glick, eine französische 1983 durch Arlette Elkaïm-Sartre.